# Claude Dubois

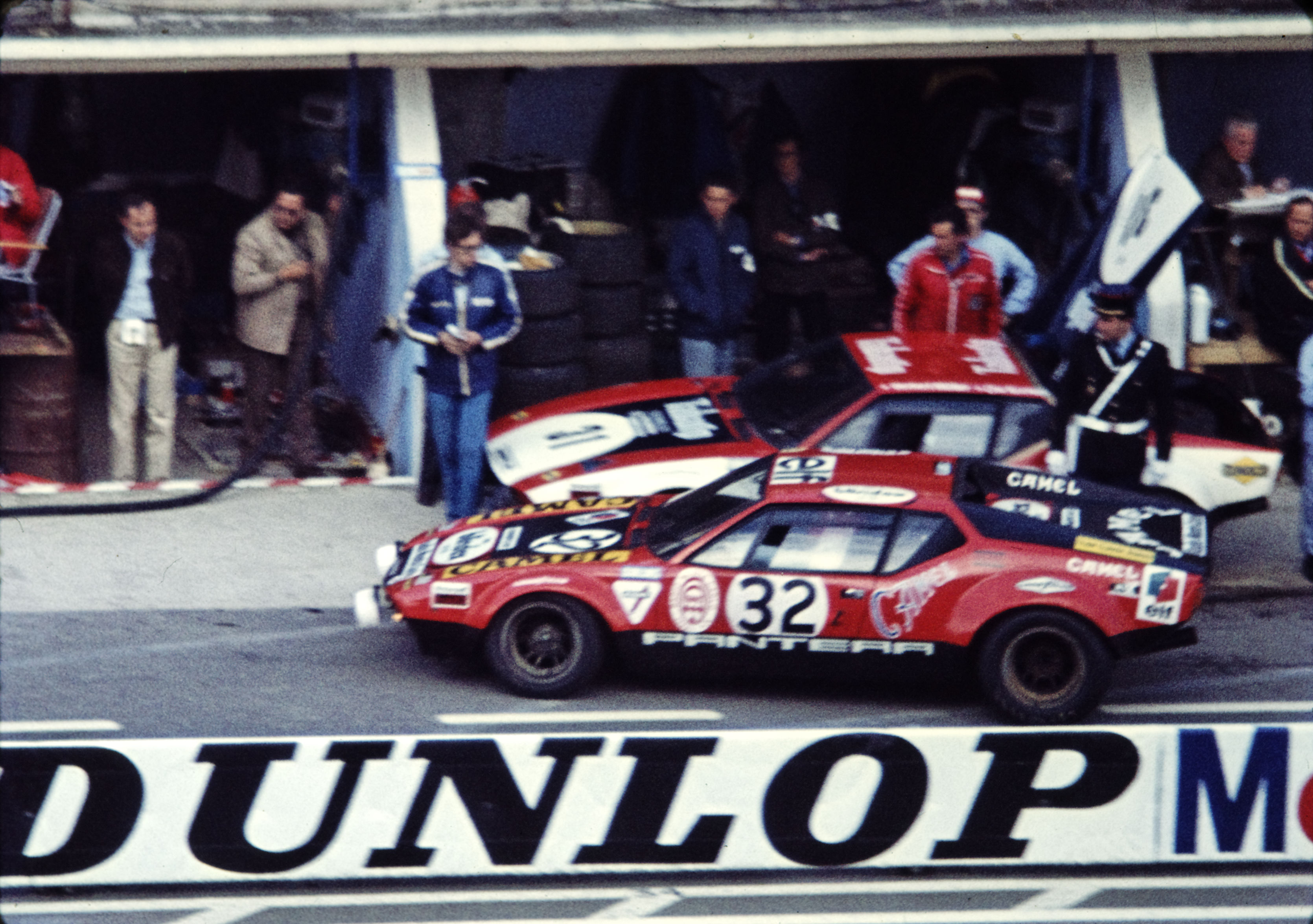
24-Stunden-Rennen von Le Mans 1972: Der von Claude Dubois gemeldete De Tomaso Pantera bei der Anfahrt zum Boxenplatz

Claude Dubois  (* 26. Dezember 1932 in Brüssel; † 8. Februar 2022 in Auderghem/Oudergem) war ein belgischer Automobilrennfahrer.

## Karriere
Claude Dubois begann seine Rennkarriere in den frühen 1950er-Jahren. International erstmals von sich reden machte er 1956, als er als Partner von Gilberte Thirion bei dem zur Sportwagen-Weltmeisterschaft zählenden 1000-km-Rennen von Kristianstad auf einem Porsche 550 der Equipe Nationale Belge Zwölfter in der Gesamtwertung wurde. Dubois begann nun regelmäßig für die Equipe bei internationalen Sportwagenrennen an den Start zu gehen. 1957 gab er sein Debüt beim 24-Stunden-Rennen von Le Mans. Das Rennen endete für ihn vorzeitig, weil die Mechaniker der Equipe nicht dem Reglement entsprechendes Benzin in den Porsche 550 einfüllten und der Wagen nach 70 gefahrenen Runden disqualifiziert wurde. Sein bestes Ergebnis in Le Mans war der zehnte Gesamtrang 1966, den er gemeinsam mit Pierre Noblet für die Ecurie Francorchamps einfuhr.
1962 wurde er Elfter beim Großen Preis von Berlin, Dritter bei Coppa Città di Enna und Siebter bei der Tour de France für Automobile.
Neben seinen Rennaktivitäten baute sich der Belgier eine bürgerliche Existenz auf. Über eine erste Ford-Vertragswerkstätte wurde Mitte der 1960er-Jahre belgischer Ford-Importeur. Nach dem Ende seiner eigenen Rennkarriere 1967 hatte er einen eigenen Rennstall aufgebaut und unterstützte die Rennaktivitäten vieler belgischer Rennfahrer.
Er starb im Februar 2022.

## Statistik

### Le-Mans-Ergebnisse
| Jahr | Team                   | Fahrzeug                   | Teamkollege          | Platzierung             | Ausfallgrund  |
| ---- | ---------------------- | -------------------------- | -------------------- | ----------------------- | ------------- |
| 1957 | Equipe Nationale Belge | Porsche 550A RS            | Georges Hacquin      | disqualifiziert         |               |
| 1958 | Equipe Nationale Belge | Lister LM                  | Freddy Rousselle     | Ausfall                 | kein Öldruck  |
| 1959 | Standard Triumph       | Triumph TR3S               | Ninian Sanderson     | Ausfall                 | Motorschaden  |
| 1962 | Equipe Nationale Belge | Abarth-Simca 1300 Bialbero | Georges Harris       | Rang 14 und Klassensieg |               |
| 1963 | Jean-Georges Branche   | Fiat-Abarth 850TC          | Jean-Georges Branche | disqualifiziert         |               |
| 1964 | Rootes Group           | Sunbeam Tiger Thunderbolt  | Keith Ballisat       | Ausfall                 | Motorschaden  |
| 1965 | Standard Triumph Ltd.  | Triumph Spitfire           | Jean-François Piot   | Rang 14                 |               |
| 1966 | Ecurie Francorchamps   | Ferrari 275 GTB            | Pierre Noblet        | Rang 10                 |               |
| 1967 | Claude Dubois          | Shelby Mustang GT350       | Chris Tuerlinx       | Ausfall                 | Ventilschaden |

### Einzelergebnisse in der Sportwagen-Weltmeisterschaft
| Saison | Team                                                                       | Rennwagen                                                    | 1   | 2   | 3   | 4   | 5   | 6   | 7   | 8   | 9   | 10  | 11  | 12  | 13  | 14  | 15  | 16  | 17  | 18  | 19  | 20  | 21  | 22  |
| ------ | -------------------------------------------------------------------------- | ------------------------------------------------------------ | --- | --- | --- | --- | --- | --- | --- | --- | --- | --- | --- | --- | --- | --- | --- | --- | --- | --- | --- | --- | --- | --- |
| 1956   | Equipe Nationale Belge                                                     | Porsche 550                                                  | BUA | SEB | MIM | NÜR | KRI |     |     |     |     |     |     |     |     |     |     |     |     |     |     |     |     |     |
| 1956   | Equipe Nationale Belge                                                     | Porsche 550                                                  |     | 12  |     |     |     |     |     |     |     |     |     |     |     |     |     |     |     |     |     |     |     |     |
| 1957   | Equipe National Belge                                                      | Porsche 550 Jaguar D-Type                                    | BUA | SEB | MIM | NÜR | LEM | KRI | CAR |     |     |     |     |     |     |     |     |     |     |     |     |     |     |     |
| 1957   | Equipe National Belge                                                      | Porsche 550 Jaguar D-Type                                    |     |     |     | 17  | DNF | 5   |     |     |     |     |     |     |     |     |     |     |     |     |     |     |     |     |
| 1958   | Claude Dubois Equipe Nationale Belge                                       | Peugeot 403 Lister LM                                        | BUA | SEB | TAR | NÜR | LEM | RTT |     |     |     |     |     |     |     |     |     |     |     |     |     |     |     |     |
| 1958   | Claude Dubois Equipe Nationale Belge                                       | Peugeot 403 Lister LM                                        |     |     |     | 30  | DNF |     |     |     |     |     |     |     |     |     |     |     |     |     |     |     |     |     |
| 1959   | Standard Motor Company                                                     | Triumph TR3                                                  | SEB | TAR | NÜR | LEM | RTT |     |     |     |     |     |     |     |     |     |     |     |     |     |     |     |     |     |
| 1959   | Standard Motor Company                                                     | Triumph TR3                                                  | DNF |     |     |     |     |     |     |     |     |     |     |     |     |     |     |     |     |     |     |     |     |     |
| 1962   | Equipe Nationale Belge                                                     | Fiat-Abarth 1000 Claude Bobrowski Abarth-Simca 1300 Bialbero | DAY | SEB | SEB | MAI | TAR | BER | NÜR | LEM | TAV | CCA | RTT | NÜR | BRI | BRI | PAR |     |     |     |     |     |     |     |
| 1962   | Equipe Nationale Belge                                                     | Fiat-Abarth 1000 Claude Bobrowski Abarth-Simca 1300 Bialbero |     |     |     |     |     | 11  | 26  | 14  |     | 2   |     |     |     |     | DNF |     |     |     |     |     |     |     |
| 1963   | Jean-Georges Branche                                                       | Fiat-Abarth 850TC Jaguar Mark 2                              | DAY | SEB | SEB | TAR | SPA | MAI | NÜR | CON | ROS | LEM | MON | WIS | TAV | FRE | CCE | RTT | OVI | NÜR | MON | MON | TDF | BRI |
| 1963   | Jean-Georges Branche                                                       | Fiat-Abarth 850TC Jaguar Mark 2                              |     |     |     |     |     |     |     |     |     | DNF |     |     |     |     |     |     |     |     |     |     | DNF |     |
| 1964   | Rootes-Gruppe Auguste Veuillet Ecurie Francorchamps Equipe Nationale Belge | Sunbeam Tiger Porsche 904 Ferrari 250 GTO                    | DAY | SEB | TAR | MON | SPA | CON | NÜR | ROS | LEM | REI | FRE | CCE | RTT | SIM | NÜR | MON | TDF | BRI | BRI | PAR |     |     |
| 1964   | Rootes-Gruppe Auguste Veuillet Ecurie Francorchamps Equipe Nationale Belge | Sunbeam Tiger Porsche 904 Ferrari 250 GTO                    |     |     |     |     |     |     |     |     | DNF | 13  |     |     |     |     |     |     | 13  |     |     | 13  |     |     |
| 1965   | Standard Motor Company                                                     | Triumph Spitfire                                             | DAY | SEB | BOL | MON | MON | RTT | TAR | SPA | NÜR | MUG | ROS | LEM | REI | BOZ | FRE | CCE | OVI | NÜR | BRI | BRI |     |     |
| 1965   | Standard Motor Company                                                     | Triumph Spitfire                                             |     |     |     |     |     |     |     |     | 14  |     |     |     |     |     |     |     |     |     |     |     |     |     |
| 1966   | Ecurie Francorchamps                                                       | Ferrari 275 GTB                                              | DAY | SEB | MON | TAR | SPA | NÜR | LEM | MUG | CCE | HOK | SIM | NÜR | ZEL |     |     |     |     |     |     |     |     |     |
| 1966   | Ecurie Francorchamps                                                       | Ferrari 275 GTB                                              |     |     |     | 10  |     |     |     |     |     |     |     |     |     |     |     |     |     |     |     |     |     |     |
| 1967   | Claude Dubois                                                              | Shelby Mustang                                               | DAY | SEB | MON | SPA | TAR | NÜR | LEM | HOK | MUG | BRH | CCE | ZEL | OVI | NÜR |     |     |     |     |     |     |     |     |
| 1967   | Claude Dubois                                                              | Shelby Mustang                                               |     |     |     | DNF |     |     |     |     |     |     |     |     |     |     |     |     |     |     |     |     |     |     |